# Tiffy Koster
Tiffany (Tiffy) Koster is een personage uit de Nederlandse soapserie Goede tijden, slechte tijden en Nieuwe Tijden. Ze is de dochter van Anton Bouwhuis en Bernadette van Panhuys. Tiffy werd vertolkt door actrice Cecilia Adorée en debuteerde in aflevering 5405 op 1 juli 2016 in GTST en in aflevering 1 op 4 juli 2016 in Nieuwe Tijden.

## Achtergrond
Tiffy Koster is een personage dat werd bedacht voor de spin-offserie van Goede tijden, slechte tijden getiteld Nieuwe Tijden. In de laatst genoemde serie was het personage een van de hoofdrollen.
De kijker maakt voor het eerst kennis met Tiffy wanneer de personages Amy Kortenaer en Sil Selmhorst in aflevering 5405 van GTST hun bezoek brengen aan het studentenhuis waar Tiffy woont om kennis te maken. Hierna besloten Amy en Sil naar het studentenhuis te verhuizen. In de serie Nieuwe Tijden werd hun leven in het studentenhuis gevolgd en was Tiffy een van de hoofdpersonages: ze was van aflevering 1 tot het einde van aflevering 225 in Nieuwe Tijden te zien.
In de zomer van 2017 werd in het vierdelige GTST Magazine in het onderdeel Anton's geheim bekend dat Anton Bouwhuis haar vader is: hier wisten beide partijen niks vanaf.
In de zomer van 2018 maakte zij eenmalig haar rentree in GTST. Vervolgens keerde zij op 26 december 2018 terug in GTST, ditmaal werd zij toegevoegd aan de vaste cast. Adorée verliet de serie op 19 april 2019, om later dat jaar in september weer terug te keren. Vervolgens werd Adorée in 2021 de serie uitgeschreven, dit kwam mede omdat haar tegenspeler Ferry Doedens werd ontslagen waardoor haar verhaal met hem tegelijk werd afgerond.

## Verhaal

### Achtergrond
Tiffy Koster groeide op bij familie Koster die haar had geadopteerd, ze groeide als enig kind op in het gezin. Ze krijgt een brief van haar biologische moeder en ontdekt zo dat ze via haar biologische moeder ook nog een halfzusje en twee halfbroertjes heeft. Tiffy durft geen contact op te zoeken met haar biologische moeder en besluit er voor te zorgen dat ze in hetzelfde studentenhuis in Utrecht als haar halfzus Moon terecht komt.

### Oorsprong in Nieuwe Tijden
In het studentenhuis woont ze met een groep van vijf mensen. In de zomer van 2016 komen Amy Kortenaer en Sil Selmhorst als nieuwe huisgenoten in het huis: hierna vertrekken enkele oude en komen enkele nieuwe huisgenoten. Tiffy krijgt een relatie met Lucas Sanders die zich voordoet als Lucas Rindertsma: hij valt eigenlijk op mannen en is uit Meerdijk gevlucht en wil een nieuw leven starten omdat er hiv bij hem is vastgesteld. Nadat Tiffy hier achter gekomen is, verbreken zij de relatie. Hierna blijven zij wel goeie vrienden.
Wanneer Tiffy aan Moon opbiecht dat ze zussen zijn gelooft deze haar niet en vooral niet als Bernadette het ook ontkent. Later biecht Bernadette alles op en Tiffy besluit een band op te bouwen met Bernadette en haar familie. Over Tiffy's biologische vader vertelt zij dat hij tijdens de zwangerschap overleed en Bernadette haar na de bevalling heeft afgestaan aan familie Koster. Dankzij hulp van een goede vriend komt Tiffy erachter dat haar moeder gelogen heeft en haar vader Anton Bouwhuis is en dat hij leeft in Meerdijk. Ze besluit haar spullen te pakken en te vertrekken naar Meerdijk, hoewel de eerste keer een fiasco was besluit ze later dat jaar om tijdens kerst de waarheid te vertellen.

### Nieuw begin in GTST
Op tweede kerstdag komt Tiffy aan in Meerdijk en woont sindsdien als huisgenoot bij Rik de Jong. Tiffy besluit in de avond gelijk haar vader Anton op te zoeken en vertelt hem dat zij zijn en Bernadette Panhuys' dochter is, Anton doet haar verhaal als kul af en vertelt dat hij geen dochter heeft en gooit de deur dicht. Later komt het bij Anton in zich op dat hij in de tijd toen hij samen met zijn vrouw Bianca Bouwhuis was hij een slippertje heeft gemaakt met een patiënte en dat het verhaal dat Tiffy vertelde precies overeenkomt en zij dus echt zijn dochter is. Tiffy wordt in het begin alsnog door Anton op afstand gehouden maar wordt daarna dankzij een goed gesprek met zijn nieuwe vrouw Linda Dekker met open armen ontvangen.
Tiffy wordt in Meerdijk al snel vriendinnen met Kimberly Sanders, de twee gaan zelfs op liefdesgebied met elkaar experimenten. Hier komt Tiffy erachter dat ze niks voor vrouwen voelt en de twee houden het bij de onenightstand. Wanneer Lucas en zijn vriendje Flo Wagenaar een kind willen vragen ze Tiffy als draagmoeder, ze vindt dit een goed idee en laat zich insemineren. Wanneer Tiffy erachter komt dat ze zwanger is liegt ze hierover tegen Lucas en Flo omdat ze bang is dat de twee heren het kind bij de geboorte afpakken. Hierdoor vertrekt de zwangere Tiffy zonder dat iemand hiervan op de hoogte is uit Meerdijk. Een aantal maanden later keert een hoogzwangere Tiffy terug en biecht aan Lucas op dat hij de vader van het kind is. Ze besluiten om het kind met z'n tweeën op te gaan voeden en gaan samen in het Paleis wonen. Niet veel later wordt hun zoon Wolf Sanders geboren.
Tiffy begint een podcast, Liefde, verdriet en liefdesverdriet; ze interviewt Lucas' moeder, Janine Elschot, over de vermeende dood van ex-man Ludo Sanders en Riks broer, Daan Stern, die ook in het Paleis woont als alleenstaande vader. Daan dreigt zijn dochter Louise kwijt te raken nu de kinderbescherming is ingelicht over zijn drankverslaving. Tiffy is verliefd op Daan, maar haar gevoelens zijn niet wederzijds; ze besluit het Paleis te verlaten en bij Linda en Anton in te trekken. Op Antons advies besluit Tiffy om samen met Lucas en Wolf op wereldreis te gaan.
In december 2021 krijgt Tiffy van Ludo Sanders en Janine Elschot voor haar, Lucas en Wolf een ticket om de kerstdagen bij Anton en Linda te vieren op Bonaire.

## Familiebetrekkingen
- Anton Bouwhuis (vader)
  - Linda Bouwhuis-Dekker (stiefmoeder)
- Bernadette van Panhuys-van Zuylen tot Nijevelt (moeder)
  - Simon van Panhuys (stiefvader)
- Mr. Koster (adoptievader)
- Mevr. Koster (adoptiemoeder)
- Tim Loderus (halfbroer)
- Edwin Bouwhuis (halfbroer)
- Sjoerd Bouwhuis (halfbroer)
- Floris Jan van Panhuys (halfbroer)
- Stijn van Panhuys (halfbroer)
- Simone "Moon" van Panhuys (halfzus)
- Bram Bouwhuis (neefje)
- Fatih Bouwhuis (neefje)
- Q Bouwhuis (achterneef)

### Relaties
- Lucas Sanders (relatie, 2016)
- Quinn Streefkerk (relatie, 2016–2017)
- Mark van Amstel (relatie, 2017–2018)
- Kimberly Sanders (affaire, 2019)
- Lucas Sanders (relatie/geregistreerde partners, 2019–)
- Stefano Sanders (zoen, 2020)
- Daan Stern (affaire, 2021)